# Emoji-Domain
Mit Emoji-Domain (Aussprache [emodʑi də(ʊ)ˈmeɪn]) (oder auch Emoticon-Domain, seltener Smiley-Domain) wird eine Domain mit Emoticons, wie www.😉.tld, bezeichnet.

## Funktion
Damit eine Emoji-Domain funktioniert, muss diese in einen sogenannten Punycode umgewandelt werden. Punycode ist ein Zeichenkodierungsverfahren, das für IDN genutzt werden kann. Diesen Code benötigt man beim Registrieren einer solchen Domain. Er beginnt mit dem Präfix xn-- und wird meist von einem vierstelligen Code gefolgt, beispielsweise xn--n28h.
Jedes Emoji hat einen eindeutigen Punycode, wie 😉 = xn--n28h. Es gibt im Internet verschiedene Generatoren, mit denen es möglich ist, Emojis in Punycode zu wandeln.

## Verfügbarkeit und Registrierung
Die Verfügbarkeit einer Emoji-Domain ist begrenzt. Es gibt (Stand 2017) bisher sechs Top-Level-Domains, für die eine Registrierung möglich ist. Länderspezifische .ws Emoji-Domains können bei verschiedenen Anbietern registriert werden.
Die Registrierung einer Emoji-Domain ist nicht so einfach wie bei einer normalen Domain, da es nicht direkt möglich ist, eine solche Domain bei der Registrierungsstelle eintragen zu lassen. Dazu muss diese zuvor in einen Punycode umgewandelt werden. Diese Domain kann anschließend auf dem Nameserver eingerichtet werden, wobei auch hier auf die Eingabe des Punycodes geachtet werden muss.
Wenn ein Besucher eine Webseite mit Emoji-Domain aufruft, wird diese im Hintergrund wieder in Punycode umgewandelt. Derzeit steht in den Adresseingabefeldern der meisten Browser nur der Punycode xn--n28h.tld und nicht das Emoji. In der Google-Suche wird bei der Domain bereits das Emoji angezeigt.

## Geschichte
Am 21. April 2001 wurden die ersten drei Domains mit Emojis reserviert. (♨️.com mit xn--j6h.com, ♨️.net mit xn--j6h.net und ☮️.com mit xn--v4h.com) Cabel Sasser hat am 13. April 2011 nach eigenen Angaben seine Emoji-Domain mit https://xn--ls8h.la/ = 💩.la registriert.

### Problematik
Das größte Problem ist, dass es derzeit wenige Anbieter gibt, die diese Domains überhaupt unterstützen. Daneben unterstützen nicht alle Browser Emoji-Domains. Bei Google Chrome wird das Emoji gleich in den Punycode kodiert und zeigt auch diese Kodierung in der Browserzeile an. In Safari bleibt das Emoji in der Browserzeile sichtbar.
Derzeit werden bei E-Mail-Domains nur die Form der Punycode-Kodierung unterstützt, z. B. mail@xn–n28h.tld.

## Verfügbare TLD
Neben .ws sind die TLD  .com .tk, .to, .ml, .ga, .cf, .gq und .fm verfügbar. (Stand April 2018)

## Emoji-Subdomain
Emoji-Subdomains sind wie normale Subdomains, nur dass sie nicht aus Buchstaben und Nummern bestehen, sondern aus Emojis. Emoji-Subdomains sind bei vielen beliebten TLDs möglich. Diese müssen wie auch bei den normalen Domains erst in Punycode umgewandelt werden und können dann wie normale Subdomains angelegt werden. So können Domain-Kombinationen wie 👍.website.tld entstehen. Dies ermöglicht einen weiten Spielraum für die Erstellung von Emoji-Subdomains. Es gibt auch schon Anbieter, die diese anbieten.